# Верхняя Яблонька
Верхняя Яблонька — село в Карпатах, в Борынской поселковой общине Самборского района Львовской области Украины.

## История
Село Верхняя Яблонька (Яблонька Выжняя, Яблонька Дубовая) было основано над притоком Стрыя р. Яблонька в 1559 году на основании привилегии короля Сигизмунда Августа, выданной братьям Михалёвичам — солтисам из с.Прислоп. С 1976 года здесь была небольшая немецкая колония. Первая деревянная церковь в В.Яблоньке была построена 1568 году. Рядом с ней в 1788 году был построен новый храм бойковского типа — церковь Собора Пр. Богородицы (памятник архитектуры), которая сохранилась до настоящего времени. В церкви имеется множество икон и литургийных книг XVII—XVIII вв. На карнизе храма находятся иконы, которые появились из несуществующих ныне сёл — Тарнавы Выжней, Тарнавы Нижней и других. К востоку от церкви размещена деревянная трёхъярусная колокольня, сооружённая в 1797 году, в которой сохранились старые иконы Рыботоцкой школы XVI—XVIII вв. На церковной территории есть несколько старых надгробных крестов, а также могилы русских и австро-венгерских воинов времён I-ой мировой войны. В селе сохранились традиционные деревянные бойковские постройки и заграждения, пилорамы, мосты, есть много придорожных часовен и крестов. В В.Яблоньке в 2000 году была построена православная церковь. Между сёлами В.Яблонька и Шандровец проходит Главный европейский водораздел.

## Население
- 1880—1085 жителей.(960 греко-католиков, 5 римо-католиков).[1]
- 1921—1453 жителя.
- 1970—2186 жителей, 475 дворов.[2]
- 1989—2217 жителей (1127 муж., 1090 жен.).[3]
- 2001—2145 жителей.[4]